# بيرلانغا دي دويرو
برلنقة دويرة هي بلدية تقع في مقاطعة سوريا، في منطقة قشتالة وليون، في إسبانيا. يبلغ عدد سكانها 1,099 نسمة وذلك حسب (المعهد الوطني للإحصاء) سنة 2004. تبلغ مساحتها 220 كم مربع.

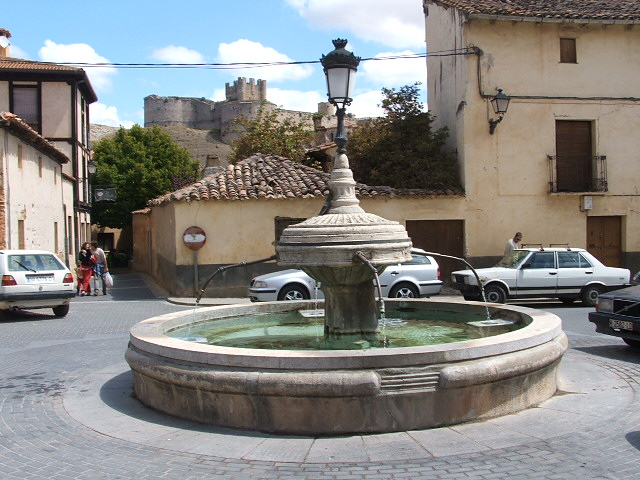
نافورة بيرلانغا وتظهر قلعة بيرلانغا في الخلف

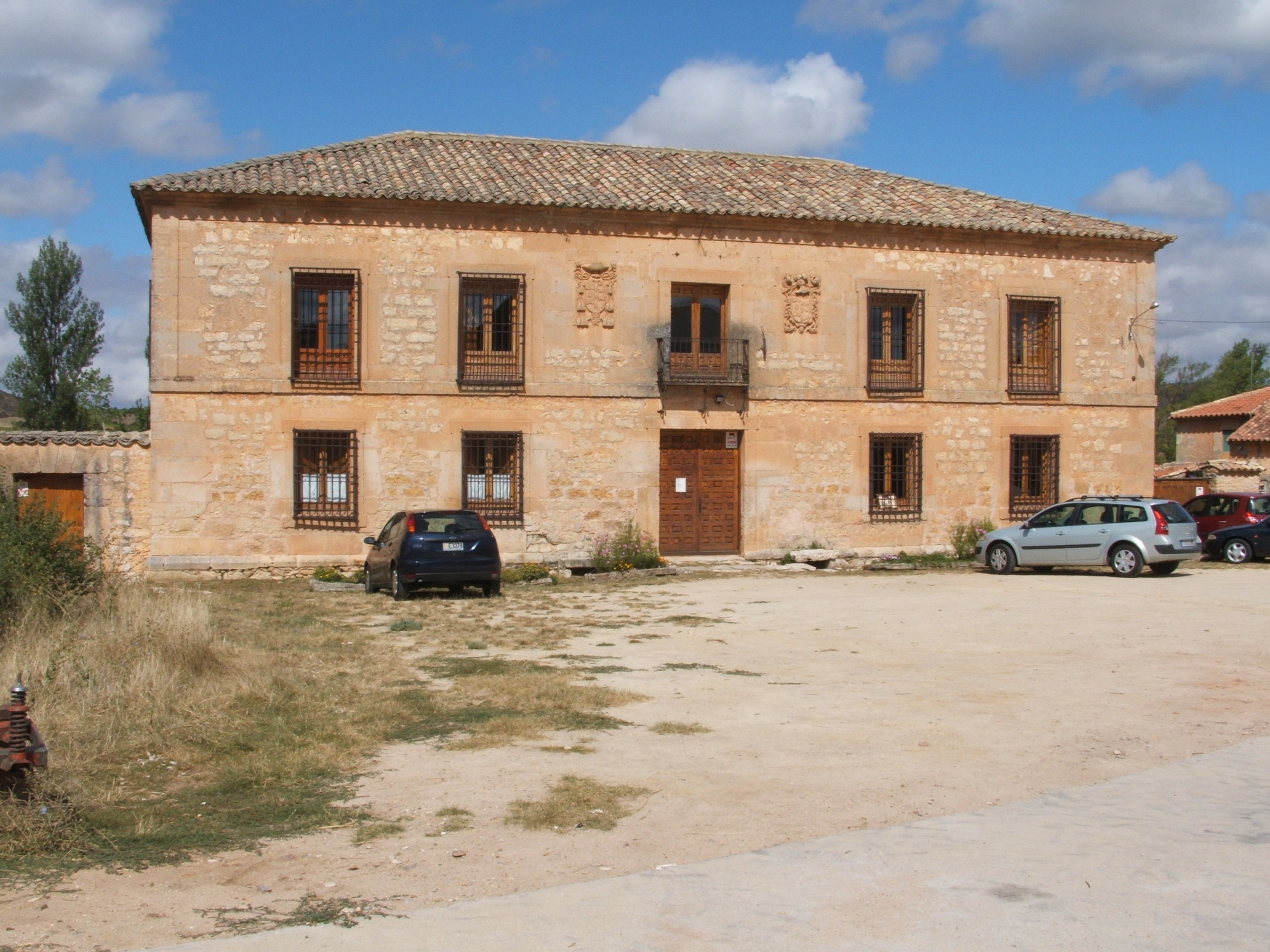
قصر برياس

## وصلات خارجية
- web del Ayuntamiento de Berlanga
- De la parte Berlanga
- El románico soriano
- La frontera del Duero